# Die rote Herberge (1951)
Die rote Herberge (auch: Die unheimliche Herberge, im Original L'auberge rouge) ist eine komödiantische Verfilmung eines historischen Kriminalfalls, der sich im 19. Jahrhundert in einer Herberge in der Ardèche zugetragen hat.

## Handlung
Eine Gruppe Reisender übernachtet in einer einsamen Herberge mitten in den Bergen der Ardèche, ebenso ein Bettelmönch und ein Novize. Die Frau des Herbergsvaters beichtet dem Mönch, dass sie und ihr Mann schon über hundert Gäste mit einem Schlaftrunk vergiftet, ihrer Habseligkeiten beraubt und die Leichen im Garten vergraben haben. Das letzte Opfer, ein Leierkastenspieler, ist erst wenige Stunden zuvor ermordet worden. In der Eile ist er im Innern eines Schneemannes im Garten versteckt worden. Die aktuellen Gäste sollen die letzten Opfer sein, denn das Ehepaar plant, sich zur Ruhe zu setzen.
Die Frau legt dem Mönch nahe, das Haus noch in der Nacht zu verlassen, da ihm sonst „dieselbe Behandlung wie den anderen“ bevorstehe. Die arglose und übermütige Reisegruppe hindert ihn jedoch an der Flucht. Verzweifelt versucht der Mönch in der Folge, das Leben der Gäste zu retten, ohne seine Schweigepflicht und das Beichtgeheimnis zu verletzen.
In der Zwischenzeit haben sich die Tochter der Wirtsleute und der Novize ineinander verliebt. Als der Herbergsvater vom Mönch erfährt, dass der junge Mann der Sohn eines Gerichtspräsidenten ist, zwingt er den Priester, das Paar zu trauen, weil er sich von der Verbindung Vorteile im Fall einer Verhaftung verspricht. Die Zeremonie am folgenden Morgen wird von zwei berittenen Gendarmen unterbrochen, die dem Spielmann dessen entlaufenen Affen zurückbringen wollen. Dem Mönch gelingt es zu arrangieren, dass die Gendarmen die Leiche des Leierkastenspielers in dem Schneemann entdecken und die Wirtsleute samt ihrem Hausdiener verhaften. Die Reisegruppe macht sich erleichtert mit der Kutsche auf den Weg ins Tal, stürzt aber, wie die Geräusche während der Schlussszene verraten, beim Überfahren der vom Hausdiener in der Nacht sabotierten Brücke in den Tod.

## Hintergrund
Als literarische Vorlage des Films wird häufig die gleichnamige Erzählung von Honoré de Balzac angeführt. Tatsächlich aber hat diese mit dem historischen Fall nichts gemein: Balzac verfasste sie zwei Jahre, bevor die Geschehnisse in der Ardèche aufgedeckt wurden.

## Kritiken
Der Film karikiert die Leichtgläubigkeit der gebildeten bürgerlichen Reisegesellschaft, die Möglichkeit, mit Hilfe der Obrigkeit straffrei davonzukommen, und den Habitus des Ordensmannes, der zwischen Pflicht und Eigennutz sowie zwischen Ordensregel und eigenem Genuss hin- und hergerissen ist.
Die kirchenkritischen Ansichten einiger Reisender, die zu reinen Äußerlichkeiten herabgestuften religiösen Handlungen des Mönchs sowie seine respektlose Hochzeitspredigt erweckten den Zorn konservativer Kreise und führten zu einer ganzen Kampagne gegen den Film und den Regisseur.
Der film-dienst bezeichnete Die rote Herberge als „hervorragend gestaltete sardonische Farce, die respektlos mit dem Makabren spielt“. Der Film weise einen „Hang zur Symbolträchtigkeit“ auf, der jedoch „durch die wohldosierte Komik des großartigen Fernandel abgefangen [wird]“. Reclams Filmführer sah „[e]ine böse Satire, die mit komödiantischer Leichtigkeit inszeniert wurde“. Im Film überwiege in erster Linie die Komik, doch sei permanent „auch der Aberwitz spürbar: Die Beichte soll den Mord absichern, ein Affe holt die Rettung, der gute Rat bedeutet den Untergang“.

## Synchronisation
Die deutsche Synchronfassung entstand bei der Lingua Film GmbH, München, nach dem Dialogbuch von Ruth Leschin. Die Dialogregie führte Gert Rabanus.
| Rolle               | Darsteller          | Synchronsprecher     |
| ------------------- | ------------------- | -------------------- |
| Mönch               | Fernandel           | Stefan Wigger        |
| Marie Martin        | Françoise Rosay     | Christine Ostermayer |
| Pierre Martin       | Julien Carette      | Mogens von Gadow     |
| Fetiche, Hausdiener | Lud Germain         | Markus Stolberg      |
| Mathilde            | Marie-Claire Olivia | Dietlinde Turban     |